# Balonmano Ciudad Real
Balonmano Ciudad Real este o echipă de handbal din Castile La Mancha. Este campioana  ligii campionilor EHF și campioana ligii ASOBAL.

## Istorie
- Agrupación Deportiva Cultural Caserio Vigón — (1983–1993)
- Agrupación Deportiva Cultural Ciudad Real — (1993–)

## Trofee
- Liga ASOBAL: 4
  - Câștigători: 2003-04, 2006-07, 2007-08 and 2008-09
  - Vice-campioni: 2002-03
- Liga Campionilor EHF Masculin: 3
  - Câștigători: 2005-06, 2007-2008 and 2008–2009
  - Vice-campioni: 2004-05
- EHF Men’s Champions Trophy: 3
  - Câștigători: 2005, 2006 and 2008
- Copa del Rey: 2
  - Câștigători: 2002-03 and 2007-08
  - Vice-campioni: 2000-01, 2001-02, 2003-04, 2005-06
- ASOBAL Cup: 5
  - Câștigători: 2003-04, 2004-05, 2005-06, 2006-07 and 2007-08
- Supercopa ASOBAL: 2
  - Câștigători:  2004-05, 2007-08
  - Vice-campioni: 2003-04
- City Cup
  - Câștigători: 1998-99
- EHF Cup Winner's Cup: 2
  - Câștigători: 2001-02, 2002-03

## Lotul actual
www.balonmanociudadreal.net și www.asobal.es
| Nr. |         | Poziție | Jucător           |
| --- | ------- | ------- | ----------------- |
| 1   | Spania  |         | Joseja Hombrados  |
| 5   | Suedia  |         | Jonas Källman     |
| 7   | Franța  |         | Jérôme Fernandez  |
| 8   | Rusia   |         | Igor Yevdokimov   |
| 9   | Elveția |         | Eric Gull         |
| 13  | Spania  |         | Julen Aguinagalde |
| 14  | Spania  |         | David Davis       |
| 15  | Spania  |         | García Parrondo   |

| Nr. |         | Poziție | Jucător            |
| --- | ------- | ------- | ------------------ |
| 16  | Serbia  |         | Arpad Šterbik      |
| 18  | Franța  |         | Luc Abalo          |
| 19  | Croația |         | Petar Metličić     |
| 20  | Spania  |         | Chema Rodríguez    |
| 21  | Spania  |         | Joan Cañellas      |
| 24  | Spania  |         | Alberto Entrerríos |
| 25  | Spania  |         | Viran Morros       |
| 33  | Franța  |         | Didier Dinart      |

## Statistici 2008/09
| Liga ASOBAL    | Position | Pts | P  | W  | D | L | F    | A   |
| BM Ciudad Real | 1st      | 56  | 30 | 28 | 0 | 2 | 1010 | 764 |

- Goluri:
  - Olafur Stefansson - 128 goluri
  - Siarhei Rutenka - 94 goluri
  - Jonas Källman - 86 goluri
- Catchs:
  - Jose Javier Hombrados - 254 catchs of 630 șuturi - 0.40 avg.
  - Arpad Sterbik - 190 catchs of 525 șuturi - 0.36 avg.

## Stadion
- Nume: - Quijote Arena
- Oraș: - Ciudad Real
- Capacitate: - 5,200
- Adresă: - Polígono Industrial Larache.

## Antrenori faimoși
- Veselin Vujović
- Rafael López León

## Jucători faimoși
- Jordi Núñez
- Santiago Urdiales
- Angel Hermida
- Javier Valenzuela
- Xabier Mikel Rekondo
- Talant Dujshebaev
- Mirza Džomba
- Ólafur Stefánsson